# Nephodia pania
Nephodia pania är en fjärilsart som beskrevs av Druce 1893. Nephodia pania ingår i släktet Nephodia och familjen mätare. Inga underarter finns listade i Catalogue of Life.